# اونیکس (سامانه رهگیری)
اونیکس سامانه گردآوری اطلاعات است که بدست سرویس اطلاعات فدرال (سوئیس) اجرا می‌شود. هزینه پیشبرد این سامانه به صورت همگانی اعلام نشده است اما در سال ۲۰۰۰ معاون شورای ملی (سوئیس) مقدار آن را حدود ۱۰۰ میلیون فرانک سوئیس بیان کرد. در مارس سال ۲۰۰۵ دو روزنامه‌نگار هزینه این سامانه را (که مقدار واقعی آن در بسیاری از هزینه‌های ساخت و ساز پنهان شده) ۴۰۰ میلیون فرانک برآورد کردند. سامانه اونیکس در سال ۲۰۰۰ با نام ساتوس-۳ (SATOS-3) راه‌اندازی و در اواخر سال ۲۰۰۵ تکمیل شد. ساتوس-۱ و ساتوس-۲ در سال ۱۹۹۲ و برای رهگیری دورنگار راه‌اندازی شدند.

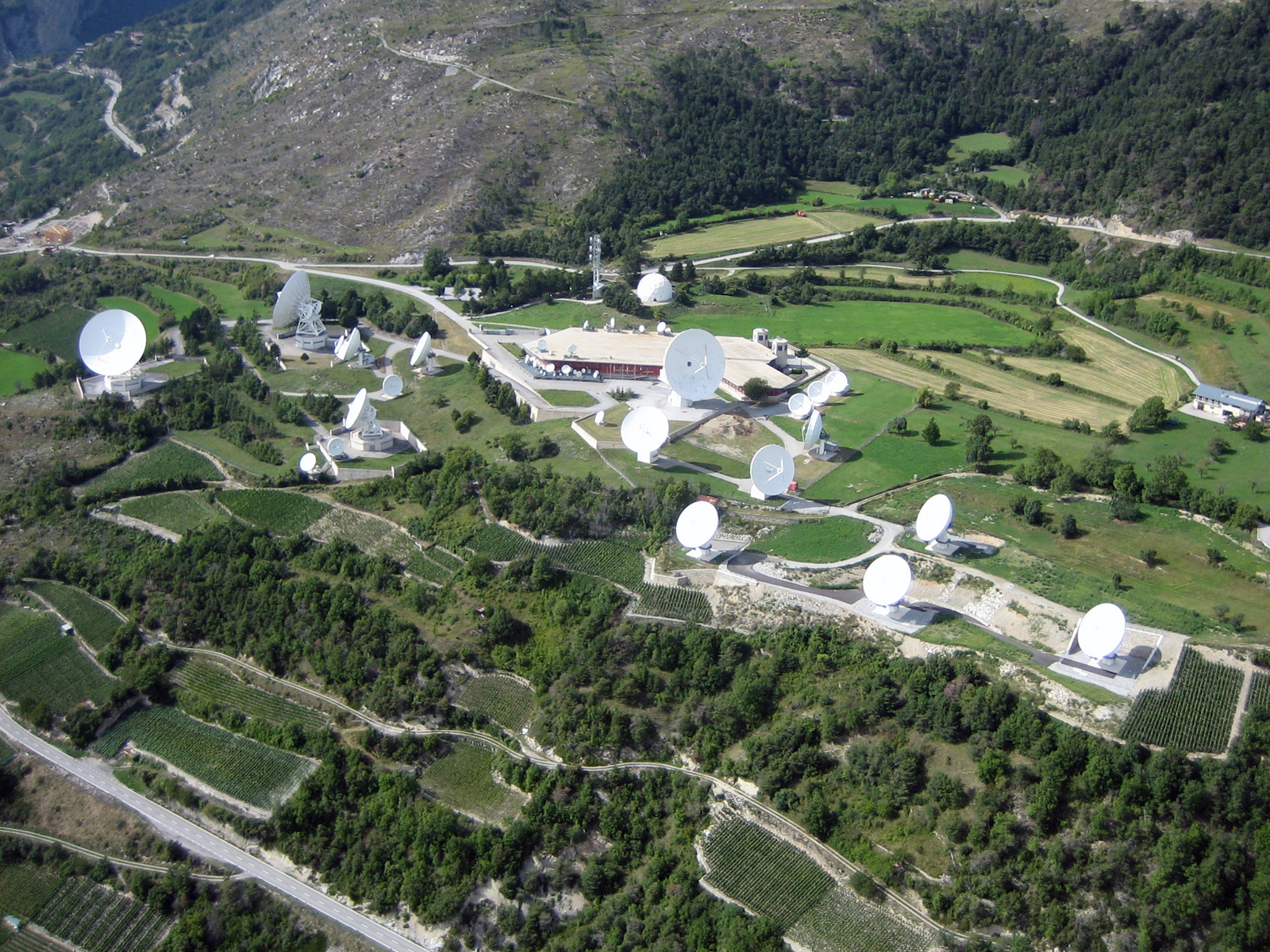
پایگاه رهگیری سامانه اونیکس در شهر لوک

## هدف
هدف این سامانه نظارت بر ارتباطات نظامی و مردم عادی است. این کار با شنود تلفن، رهگیری دورنگار، و شنود الکترونیک ترافیک اینترنت که از طریق ماهواره فرستاده می‌شود ، انجام می‌گیرد. اونیکس از فهرستی از کلمات کلیدی برای فیلتر کردن محتوای رهگیری‌شده برای یافتن اطلاعات مورد نظر استفاده می‌کند. انتخاب کلمات کلیدی مورد استفاده جامعه اطلاعاتی باید توسط یک کمیسیون مستقل تایید شود. قرار نیست این سامانه بر ارتباطات داخلی نظارت کند. اما نظارت بر ارتباط یک شخص داخل سوئیس با یک شخص در یک کشور دیگر مجاز است. شورای فدرال (سوئیس) اعلام کرده که اونیکس ارتباطی با سامانه‌های رهگیری خارجی مانند اشلون ندارد. بر پایه این شورا، ابهام‌ها و شایعه‌ها در باره این موضوع، به خاطر فروش پایگاه ماهواره‌های زمینی در لوک (کنار سایت سامانه اونیکس) متعلق به شرکت سوئیس‌کام به ورستار (اس‌ای‌اس آمریکوم کنونی) در سال ۲۰۰۰ است. استفاده از این سامانه توسط یک سازمان بازرسی مستقل، متشکل از اعضای دولت فدرال کنترل می‌شود.

## سایت‌های فعال
سایت‌های فعال این سامانه عبارتند از:
- زیمروالد (کانتون برن) ۴۶°۵۳′۱۲٫۴۶″ شمالی ۷°۲۸′۴۱٫۴۱″ شرقی / ۴۶٫۸۸۶۷۹۴۴°شمالی ۷٫۴۷۸۱۶۹۴°شرقی
- هایمنشواند (بخشی از شهر بوخهولتربرگ، کانتون برن) ۴۶°۴۹′۵۲٫۸۱″ شمالی ۷°۴۲′۵۷٫۹۹″ شرقی / ۴۶٫۸۳۱۳۳۶۱°شمالی ۷٫۷۱۶۱۰۸۳°شرقی: ۳ آنتن[۶]
- لوک (کانتون وله)۴۶°۱۹′۰۵″ شمالی ۷°۳۸′۴۳″ شرقی / ۴۶٫۳۱۸۰۶°شمالی ۷٫۶۴۵۲۸°شرقی: ۴ آنتن[۷]

## دورنگار رهگیری شده از سایت‌های سیاه
در ۸ ژانویه ۲۰۰۶ روزنامه سوئیسی زونتاگ بلیک (ویرایش یکشنبه روزنامه بلیک) گزارش محرمانه‌ای را منتشر کرد که در آن نشان می‌داد دولت سوئیس از داده‌های رهگیری شده سامانه اونیکس استفاده می‌کند. این گزارش، متن دورنگاری را نشان می‌داد که از سوی واحد مصر وزارت امور خارجه فدرال سوئیس به سفارت مصر در لندن فرستاده شده بود و در آن وجود بازداشتگاه‌های مخفی در اروپای شرقی را اطلاع می‌داد که توسط آژانس اطلاعات مرکزی آمریکا (سیا) اداره می‌شدند. دولت سوئیس، وجود این سند را به طور رسمی تایید نکرد. انتشار این گزارش باعث آغاز تحقیقات اطلاعاتی از سوی دولت علیه این روزنامه از ۹ ژانویه ۲۰۰۶ و به دادگاه کشیدن آن شد. درستی سند منتشر شده در دادگاه به طور ضمنی تایید شد و در ۱۷ آوریل ۲۰۰۷ گزارش‌گر و روزنامه هر دو از اتهامات تبرئه شدند.